# هاينريخ روهرير
هاينريش روهرر (بالألمانية: Heinrich Rohrer)(6 يونيو 1933 – 16 مايو 2013)، فيزيائي سويسري، حصل على جائزة نوبل في الفيزياء لعام 1986 مناصفة مع غيرد بنينغ عن تصميم المجهر الإلكتروني الماسح (STM)، بينما تم منح النصف الآخر من الجائزة إلى إرنست روسكا.

## حياته
وُلد هاينريش روهرر في بوش، سانت غالن بعد نصف ساعة من ولادة شقيقته التوأم. أمضى طفولة هادئة في الريف حتى انتقلت أسرته إلى زيورخ في عام 1949. في عام 1951، التحق بالمعهد الفدرالي السويسري للتكنولوجيا ، حيث درس تحت إشراف وولفغانغ باولي وبول شيرير. كانت أطروحته للدكتوراه بإشراف بي. غراسمان، الذي كان متخصصًا في هندسة التبريد. قاس روهرر التغيرات في الطول للمواد فائقة التوصيل أثناء الانتقال الفائق التوصيل الذي يحدث تحت تأثير المجال المغناطيسي، وهو مشروع بدأه يورغن ليكي أولسن. وخلال أبحاثه، اكتشف أنه كان مضطرًا لإجراء معظم قياساته في الليل بعد أن ينام الناس، لأن دقة القياسات كانت حساسة للغاية للاهتزازات.

## روابط خارجية
- هاينريخ روهرير على موقع الموسوعة البريطانية (الإنجليزية)
- هاينريخ روهرير على موقع مونزينجر (الألمانية)
- هاينريخ روهرير على موقع إن إن دي بي (الإنجليزية)